# 원도 (고금면)
원도(圓島, 두롱섬)는 전라남도 완도군 고금면에 있는 섬이다. 특정도서로 지정하여 관리되고 있다.
강진군 남단 마량에서 연륙교로 연결된 고금도 북동쪽에 인접한 무인도서로 사유지이다. '두롱섬'이라고도 되어 있으나, '두롱섬'은 국토지리원 지형도 등에서 고금면 상정리 '원도'의 다른 이름이다. 
원도는 삼각형 형태의 섬으로 섬 중앙부에 해발고도 80여 m인 정상부가 있으며, 단조로운 해안선을 지니고 있다. 북서-남동으로 신장된 길이가 약 700m이며, 그롸 직교하는 방향의 폭은 약 530m이다. 해안은 대체적으로 좁은 소규모의 자갈로 구성된 해빈이 곳곳에 형성되어 있다.

## 특정도서
원도2(두롱섬)는 4층구조의 곰솔 군락, 굴참나무 군락 형성되었고, 고란초(보호야생식물), 자란, 홍도원추리 등이 서식하고, 족제비 및 소형 설치류가 서식하고 있어 독도 등 도서지역의 생태계보전에 관한 특별법에 의거 특정도서로 지정되었다.
- 지정번호 : 제60호
- 면적 : 205,091m2
- 지번 : 전라남도 완도군 고금면 덕동리 산77, 산79, 산80, 산81, 산82-1, 산83-1, 산83-2